# Árbol genealógico

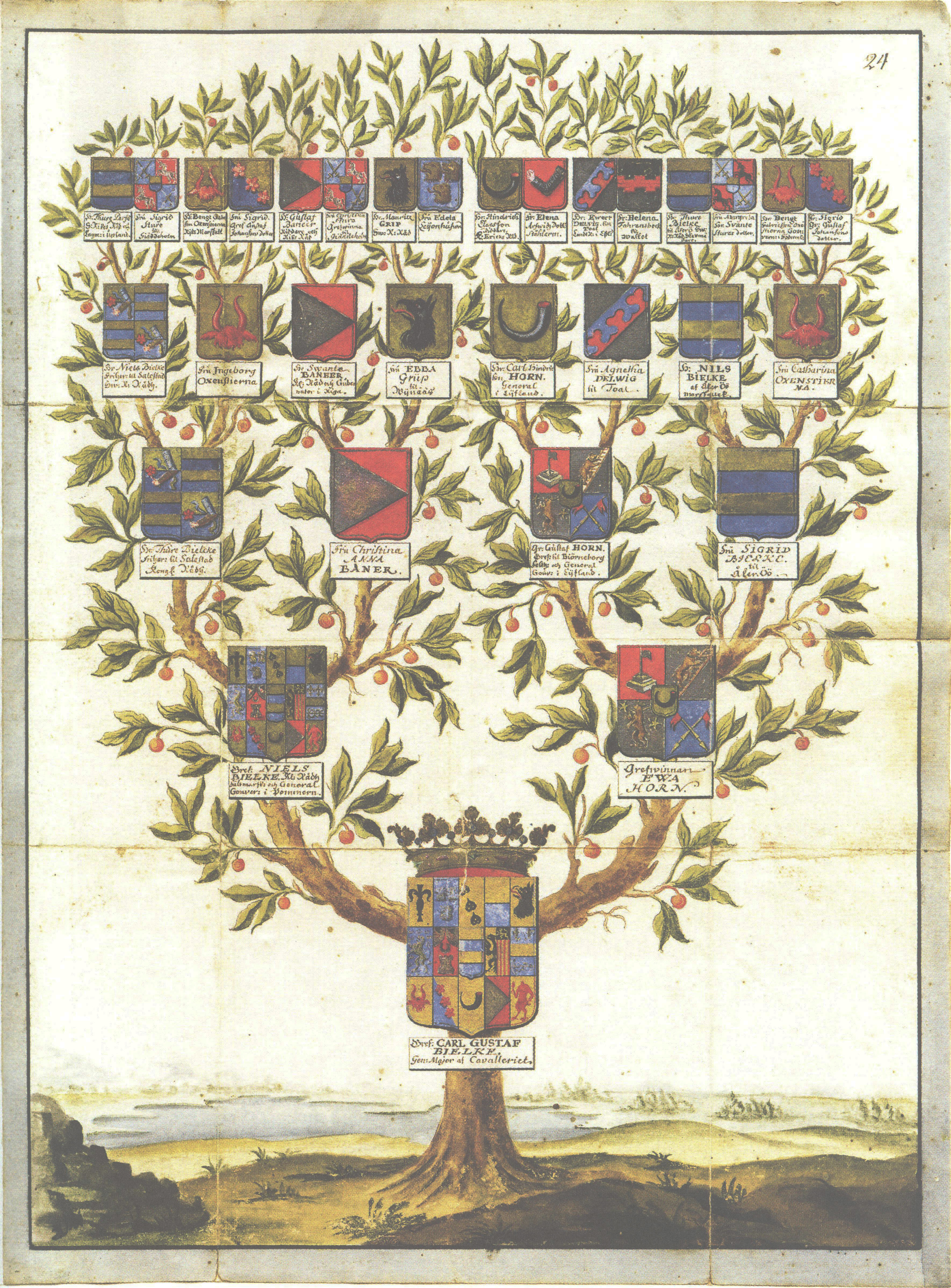
Árbol genealógico de Carl Gustav Bielke.

Un árbol genealógico es una representación gráfica que alista los familiares y los descendientes de un individuo en una forma organizada y sistemática, sea en forma de árbol o tabla. Puede ser ascendente, exponiendo los antepasados o ancestros de una persona, o descendente, exponiendo todos los descendientes.
Para realizar un árbol genealógico es necesario, primero, haber hecho una investigación genealógica o genealogía del individuo. De ahí que en un árbol genealógico se muestra la descendencia de los antepasados hasta una determinada generación o individuo.
Dependiendo de la finalidad o uso que quiera dárselo al árbol genealógico, este puede referirse solo a la filiación y sucesión masculina, llamada también línea de sangre o linaje, o a la filiación y sucesión femenina, llamada también línea de ombligo.
El árbol genealógico no se aplica solamente en seres humanos, sino que también se utiliza para mostrar el  pedigrí o ascendencia de un animal, representar la evolución de una lengua o idioma, seguir la trayectoria de un partido político, una disciplina artística o un arte marcial.
Este árbol, se encarga fundamentalmente de exponer gráficamente la descendencia o ascendencia de un individuo demostrando así el completo módulo de vida de un ser humano, pero también, el árbol genealógico se encarga  sociedad en estos últimos años.

## Representación de un árbol genealógico

### Tablas
Existen varios métodos estándares de exponer árboles en formas de tablas:
- El sistema de Sosa-Stradonitz o Ahnentafel
- El sistema de registro
- El sistema de registro modificado
- El sistema de Henry
- El sistema D'Aboville
- El sistema de Villers-Pama
- El sistema Dollarhide

### Fichas
Otro sistema se basa en el uso de fichas genealógicas numeradas, en las que se indican, con números, las fichas antecesoras y sucesoras. En cada ficha, dependiendo de su uso, se suelen anotar datos biográficos, antropométricos, biológicos o médicos del individuo. Estas fichas pueden ser administradas y consultadas física o electrónicamente.

## El árbol genealógico en el diagnóstico de enfermedades
El árbol genealógico es uno de los primeros pasos a llevar a cabo en el diagnóstico de enfermedades. En este caso consiste en la representación gráfica de la historia clínica familiar (pedigrí, pedigree). Dicha representación facilita la identificación de síndromes genéticos y el establecimiento de diagnósticos presintomáticos. A su vez permite calcular mejor el riesgo (recurrencia u ocurrencia) y los patrones de herencia de una enfermedad, es decir, posibilita el conocer la probabilidad de tener una enfermedad o de heredarla.
La construcción de un árbol genealógico constituye el análisis genético más fácil y barato. Solamente con esta herramienta pueden desecharse algunas de las hipótesis posibles respecto a la enfermedad del paciente en estudio, evitando así un gasto considerable de dinero en la realización de pruebas diagnósticas más caras.
Un aspecto importante a tener en cuenta es el dinamismo de los árboles genealógicos, debido a los nuevos eventos que puedan producirse en la historia familiar de los individuos estudiados; por ello, estos diagramas deben actualizarse con frecuencia y, en la medida de lo posible, constatarse los hechos relevantes, relativos a fenotipos de enfermedad, con informes clínicos.
Sirve para representar el origen y descendencia de una familia determinada.